# Roberto Fernández Retamar
Pour les articles homonymes, voir Fernández.
Roberto Fernández Retamar, né le 9 juin 1930 à La Havane (Cuba) et mort le 20 juillet 2019 dans la même ville[réf. nécessaire], est un poète et essayiste cubain. 
Proche de Fidel Castro, il a également occupé plusieurs fonctions politiques. Directeur de la Casa de las Américas de 1986 à 2019, il a reçu le Prix international Unesco/José Martí le 23 janvier 2019 .

## Biographie

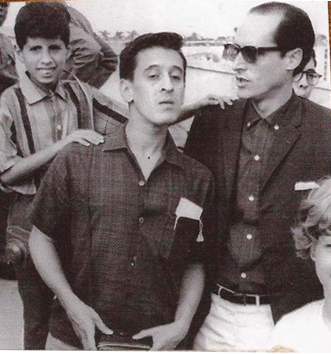
Roberto Fernández Retamar à la droite de Roque Dalton en 1969.

Fernández a également siégé au Conseil d'État de Cuba. Très proche confident de Che Guevara et de Fidel Castro, il est resté une figure centrale à Cuba depuis la révolution de 1959. Fernández a également écrit plus d'une douzaine de collections de poèmes et a fondé le magazine culturel Casa de las Américas.
Le professeur Joao Cesar Castro de Rocha, de l'université de Manchester, a décrit Retamar comme « l'un des intellectuels latino-américains les plus distingués du XXe siècle ». En 1989, il a reçu le Prix national de littérature – le prix littéraire national de Cuba et la plus importante récompense de ce type.

## Publications (sélection)
- L'Élégie comme un cantique, La Havane, 1950
- Patrie 1949-1951, La Havane, 1952
- Louanges, conversations. 1951-1955, Mexique, 1955
- Retour de l'ancien espoir, La Havane, 1959
- À sa place, poésie, La Havane, 1959
- Avec les mêmes mains 1949-1962, La Havane, 1962
- Histoire ancienne, La Havane, 1964
- La Poésie rassemblée. 1948-1965, La Havane, 1966
- Bonne chance à vivre, Mexique, 1967
- Que nous verrons brûler, La Havane, 1970. Publié simultanément à Barcelone dans Ed. El Bardo avec le titre Quelque chose de semblable aux monstres antédiluviens
- À qui de droit (Poésie 1958-1970), Mexique
- Carnet parallèle, La Havane, 1973
- Circonstance de la poésie, Buenos Aires, 1974
- « L'Heritage espagnol : une réfutation de la Légende noire », Le Courrier de l'Unesco,‎ 1977 (lire en ligne)
- « La Revanche de Caliba », Le Courrier de l'Unesco,‎ 1981 (lire en ligne)
- « Le Métissage culturel : la fin du racisme ? », Le Courrier de l'Unesco,‎ 1983 (lire en ligne)
- Vers le nouveau, La Havane, 1989
- Nous avons construit une joie oubliée. Poésies choisies (1949-1988), Madrid, 1989
- Ma fille aînée va à Buenos Aires, La Havane, 1993
- Quelque chose de semblable aux monstres antédiluviens. Poésie sélectionnée de 1949 à 1988, La Havane, 1994
- Les Choses du cœur, La Havane, 1994
- Une salve d'avenir, Matanzas, Cuba, 1995
- Ici, Caracas, 1995
- Ce genre de poème. Anthologie poétique, Porto Rico, 1999
- Verses, La Havane, 1999
- Heureux les normaux.
- Poèmes choisis 1994-1999, Mexique, 2002
- D'une plume de faisan. Poets in my poems, Córdoba (Espagne), 2004
- Anthologie personnelle, Mexique, 2004
- Notre feu, Lima, 2006
- Cinq Poèmes grecs, La Havane, 2006
- Ce qui dicte le feu, Caracas, 2008
- Conversa Antoloxía 1951-1996, Vigo, 2009
- Nous les survivants. Anthologie poétique, Santiago du Chili, 2010
- Retour de l'ancien espoir, La Havane, 2010
- Une économie d'avenir. Nouvelle anthologie personnelle, Buenos Aires, 2012
- Circonstances de la poésie, Paris, 2014
- Histoire ancienne, La Havane, 2015